# Priopoda otaruensis
Priopoda otaruensis là một loài tò vò trong họ Ichneumonidae.